# James Mackay, 1:e earl av Inchcape

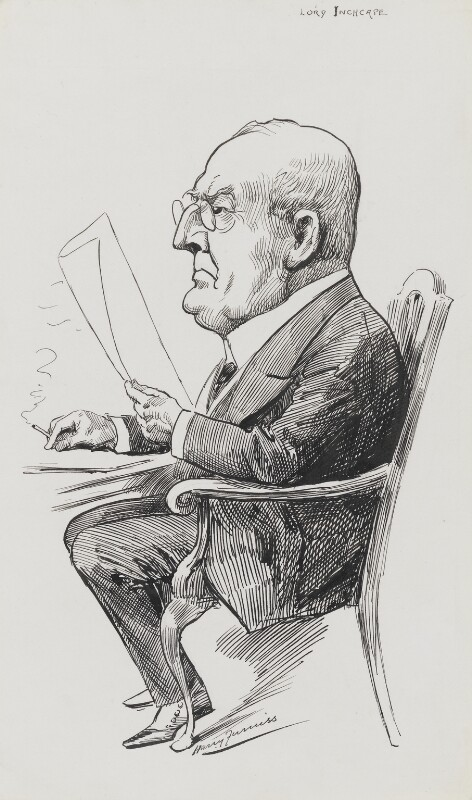

James Lyle Mackay, 1:e earl av Inchcape, född den 11 september 1852 i Arbroath, död den 23 maj i Monte Carlo på resa med yachten Rover, var en brittisk redare och affärsman.
Mackay bosatte sig 1874 i Indien, blev senare delägare i en stor affärsfirma i Bombay och var 1891–1893 medlem av vicekungens lagstiftande råd. Återkommen till hemlandet, blev Mackay, som 1894 erhöll knightvärdighet, styrelseordförande i det stora rederiföretaget Peninsular and oriental steam navigation co., anlitades 1901–1902 för förhandlingen i Kina om ett handelsfördrag samt i en mängd viktiga ekonomiska kommittéutredningar och var 1897–1911 medlem av indiska rådet. Mackay upphöjdes 1911 till peer (baron Inchcape), 1924 till viscount och 1929 till earl. Under första världskriget var han bland annat 1914–1919 ordförande i kommittén för förhyrande av handelsfartyg.